# Gertrude de Hackeborn

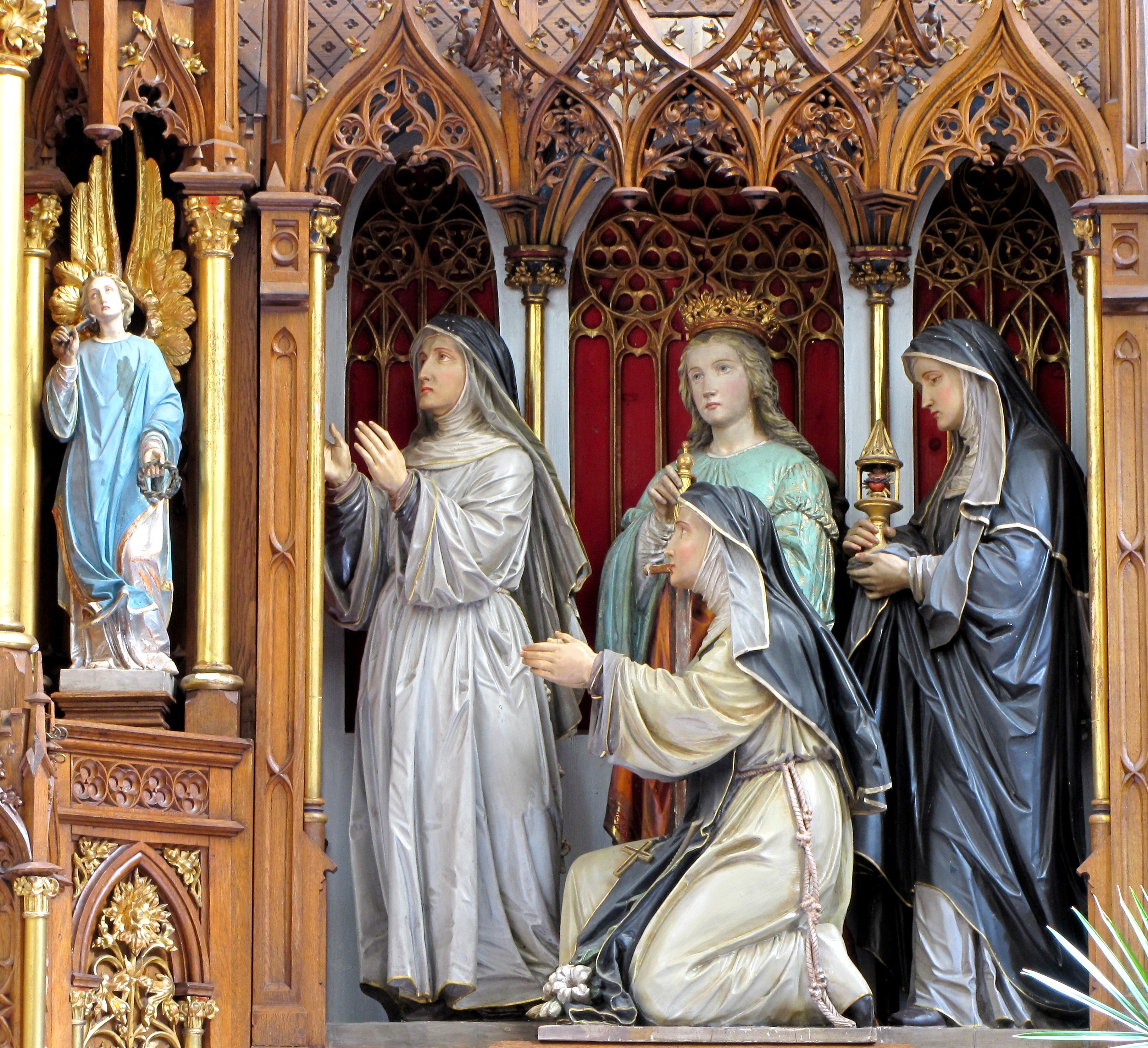
Le monastère d'Helfta en réduction

Gertrude de Hackeborn (1232 - 1291), moniale cistercienne, est la fondatrice du monastère d'Helfta (de) (Saxe), haut-lieu de la mystique rhénane et berceau de la dévotion au Sacré-Cœur.

## Biographie
Gertrude est née en 1232, dans la puissante famille des barons de Hackeborn, alliés aux Hohenstaufen et propriétaires de grands biens en Thuringe du Nord et dans le Harz. À dix-neuf ans, elle devint abbesse du monastère cistercien de Rossdorf près d'Eisleben (diocèse d'Halberstadt), où sa sœur de sept ans, Mechtilde, vint la rejoindre. Ce monastère avait été fondé en 1229 par Burchard I, comte de Mansfeld, et son épouse, Elisabeth de Scharzbourg. Initialement au pied du château, il avait été transplanté à Rodersdorf pour des raisons de sécurité. Toutefois, l'approvisionnement en eau y étant défectueuse, un nouveau transfert fut décidé en 1258. Le choix se porta sur Helfta, près d'Eisleben, en Saxe, au bord du lac de Seebourg. Gertrude devait y être abbesse jusqu'à sa mort en 1291. La grande abbesse n'a rien écrit, mais elle semble avoir réuni toutes les conditions pour faire de sa fondation l'un des pôles les plus brillants du courant spirituel rhénan. 
Le cloître d'Helfta bénéficiait d'un régime castral : cela signifie que, sans être fermé aux roturières, il recrutait principalement dans les familles nobles de la région. La communauté a pu compter, à certains moments de son existence, une centaine de moniales. De plus, suivant l'usage médiéval, le monastère hébergeait des fillettes, venues y recevoir une instruction de qualité. Aussi Gertrude de Hackeborn accueille-t-elle, en 1261, celle qui deviendra la grande Gertrude de Helfta, alors âgée de cinq ans. Probablement pour la soustraire à l'Inquisition, elle recueille également, à partir de 1270, la béguine Mechtilde de Magdebourg, laquelle mourra au monastère douze ans plus tard, à un âge avancé.    
Les moniales suivaient la règle de saint Benoît, et se trouvaient liées, sinon juridiquement, du moins spirituellement, à l'ordre de Cîteaux. Les cisterciens ne pouvant suffire à la direction spirituelle des maisons féminines, ce sont les dominicains de Halle qui furent chargés de celle-ci à Helfta; ils y apportaient le rayonnement intellectuel de leur Ordre, illustré, à cette époque, par Albert le Grand. La journée des religieuses se partageait entre les offices liturgiques chantés, les activités communautaires et les travaux obligatoires, principalement la copie et l'illustration de manuscrits. À cela, il faut ajouter l'enseignement, qui se signale par l'exigeant programme d'études mis au point par Gertrude : l'Écriture sainte et la patristique, mais aussi les Arts libéraux : le trivium (grammaire latine, dialectique et rhétorique), puis le quadrivium (arithmétique, musique, géométrie et astronomie). Helfta apparaît ainsi, sur la volonté de sa fondatrice, comme un haut-lieu culturel et spirituel, tout particulièrement comme un espace d'expression privilégié pour la féminité.         
Ce que Gertrude de Hackeborn avait semé, deux saintes le récolteront. Mechtilde et Gertrude la grande vont, en effet, assurer la renommée du monastère, par des ouvrages témoignant de la qualité exceptionnelle de leur formation intellectuelle et de leurs vertus contemplatives. À l'avenir, les difficultés ne manqueront toutefois pas pour le monastère. En 1284, du vivant de Gertrude, les frères d'une religieuse et leurs vassaux envahissent le monastère et le saccagent. Plus tard, en 1343, le couvent est à nouveau envahi et partiellement incendié, de sorte qu'en 1345, les moniales quittent l'endroit pour une Nouvelle-Helfta. C'est cependant la Réforme qui, en 1525, portera le coup de grâce à la fondation de Gertrude : saccagée et brûlée, Helfta ne renaîtra jamais de ses cendres.

## Spiritualité

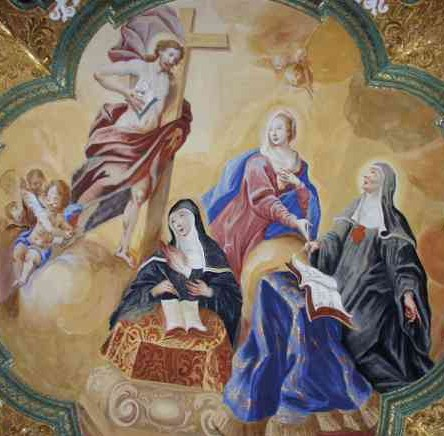
Sainte Gertrude de Helfta et sainte Mechtilde de Hackeborn

À travers le témoignage de sainte Gertrude se dessine un "style propre à Helfta", marqué par 
- la liturgie de l'Église : la célébration de la parole de Dieu et des sacrements, rythme, inspire et conditionne la contemplation;
- la tradition cistercienne : l'exégèse spirituelle du Cantique des cantiques sert de référence théologique et de cadre poétique à l'expérience psychologique[9];
- le christocentrisme : la mystique sponsale conduit à une représentation de l'amour divin triomphant, sous l'image du cœur déifié de Jésus, clé d'accès à la Trinité;
- l'exemplarisme : la spiritualité affective d'Helfta légitime le recours au sensible comme moyen didactique pour parvenir à une connaissance sapientiale du divin;
- le goût des lettres : sous forme d'une élaboration collective, l'écriture est inscription dans une culture patristique, partage de vies intérieures et transmission pédagogique d'une ferveur apostolique;
- l'eschatologie : la réflexion sur la médiation (du Christ, des images, des moniales) est liée à un intérêt pour le Purgatoire, sans doute sous l'influence de Mechtilde de Magdebourg[10].